# DIN SPEC 33454
Die DIN SPEC 33454 ist eine DIN-Spezifikation für die sog. 24-Stunden-Pflege und trägt den Titel Betreuung unterstützungsbedürftiger Menschen durch im Haushalt wohnende Betreuungskräfte aus dem Ausland – Anforderungen an Vermittler, Dienstleistungserbringer und Betreuungskräfte. Die DIN SPEC 33454 legt Anforderungen und Mechanismen fest, die allen Marktteilnehmern Orientierung bieten und zu einer höheren Versorgungsqualität, faireren Arbeitsbedingungen und zu mehr Transparenz führen.

## Erarbeitung
Die DIN SPEC 33454 wurde nach dem PAS-Verfahren von einem Expertengremium innerhalb von 18 Monaten entwickelt. An der Erarbeitung des Standards waren unter anderem der Verbraucherrat des DIN, die Bundesinteressenvertretung für alte und pflegebetroffene Menschen, das Kuratorium Deutsche Altershilfe, die Stiftung Warentest, Tanja Segmüller sowie als Initiator und Gremiumsleiter ein Pflegevermittlungsunternehmen beteiligt. Sie wurde im Februar 2021 veröffentlicht.

## Einschätzung der Verbraucherseite
Die an der Entwicklung beteiligten Verbraucherschutzvertreter von Stiftung Warentest, DIN-Verbraucherrat, BIVA Pflegeschutzbund und WIR! Stiftung pflegender Angehöriger betonen den großen Mehrwert der DIN SPEC 33454:
„Aus Verbrauchersicht legt die DIN SPEC 33454 zum ersten Mal Rahmenbedingungen fest, die betreuungsbedürftigen Menschen, ihren Angehörigen und den Betreuungskräften Orientierung bieten. Der Standard setzt einen wichtigen Impuls für rechtliche und soziale Ausgewogenheit in der häuslichen Betreuung.“

## Inhalte
Die DIN SPEC 33454 ist in vier Bereiche unterteilt, die Anforderungen an zertifizierte Vermittler, die Dienstleistungserbringer mit Sitz im Ausland, die Betreuungskräfte und an den Einsatz in Deutschland enthalten.
1. Anforderungen an Betreuungskräfte: Betreuungskräfte müssen volljährig sein und sollten ein Höchstalter von 67 Jahren nicht überschreiten. Sie sollten über personale Kompetenzen, sozial-kommunikative Kompetenzen, Handlungskompetenzen sowie über betreuungsbezogenes Grundlagenwissen verfügen. Außerdem müssen Betreuungskräfte mindestens Deutschkenntnisse der Stufe A1 gemäß dem Europäischen Referenzrahmen besitzen. Ab März 2022 ist der Nachweis eines Erste-Hilfe-Kurses zwingend erforderlich. Auch ein polizeiliches Führungszeugnis sollte vorliegen.
2. Anforderungen an den Einsatz und den Einsatzort: Der Einsatzort muss der Betreuungskraft mindestens ein verschließbares und beheizbares Zimmer mit entsprechender Ausstattung wie bspw. Bett, Sitzgelegenheit und Fenster mit Tageslichteinfall bieten. Außerdem muss am Einsatzort Zugang zu einer Kochgelegenheit, sanitären Einrichtungen und einer WLAN-Internetverbindung bestehen. Darüber hinaus müssen notwendige Arbeitsmittel, ein angemessenes Haushaltsbudget und Transportmöglichkeiten vorhanden sein.
3. Anforderungen an Vermittler von Betreuung im häuslichen Umfeld: Zertifizierte Vermittler müssen Verbraucher über alle Aspekte der Dienstleistung informieren. Dies beinhaltet insbesondere eine umfassende (Erst-)Beratung, Aufklärung über die rechtlichen Rahmenbedingungen sowie verbindliche und transparente Preisangaben. Zertifizierte Vermittler müssen den Betreuungs- und Pflegebedarf strukturiert ermitteln. Die Freigabe der Betreuung auf Grundlage des ermittelten Bedarfs muss durch examinierte Pflegefachkräfte erfolgen. Anschließend müssen in Frage kommende Betreuungskräfte auf ihre Eignung geprüft werden. Weitere Vorgaben regeln die Vorstellung von Betreuungskräften bei Verbrauchern, die Vertragsabwicklung, die Anreise von Betreuungskräften und sichern eine koordinierte Einführung in die Betreuungssituation. Nach Beginn der Betreuung ist der Vermittler dauerhafter Ansprechpartner des Verbrauchers im Bereich der vermittelten Dienstleistung. Dies umfasst eine Erreichbarkeit in Notfällen, regelmäßige pflegefachliche Beratung sowie Qualitätssicherung der häuslichen Betreuung.
4. Anforderungen an Dienstleistungserbringer: Dienstleistungserbringer mit nicht-selbstständigen Betreuungskräften müssen eine persönliche oder telefonische Eignungsprüfung von Betreuungskräften durchführen. Im Zuge dessen besteht eine allgemeine Aufklärungspflicht seitens des Dienstleistungserbringers gegenüber der Betreuungskraft, die bspw. den Sozialversicherungsstatus umfasst. Dienstleistungserbringer müssen in deutscher Sprache erreichbar sein und für ihre Betreuungskräfte rund um die Uhr eine Notfall-Hotline in der jeweiligen Muttersprache zur Verfügung halten. Außerdem sind Dienstleistungserbringer dazu verpflichtet eine Personaleinsatzplanung zu führen, für regelmäßige Wechsel Sorge zu tragen und im Bedarfsfall kurzfristigen Ersatz sicherzustellen.

## Zertifizierung
Seit März 2021 bietet die Dekra Certification GmbH eine Konformitätsprüfung und Zertifizierung nach der DIN SPEC 33454 an. Eine Zertifizierung ist zunächst für drei Jahre gültig, nach eineinhalb Jahren ist ein Überwachungsaudit notwendig. Sowohl Vermittlungsunternehmen mit Sitz in Deutschland als auch Anbieter im Ausland können sich nach dem Standard zertifizieren lassen.